# Râul Dobra, Răchita
Râul Dobra este un curs de apă, afluent al râului Răchita. 

## Hărți
- Județul Sălaj - Harta interactiva  Arhivat în 4 septembrie 2009, la Wayback Machine.